# Brandon Hurst

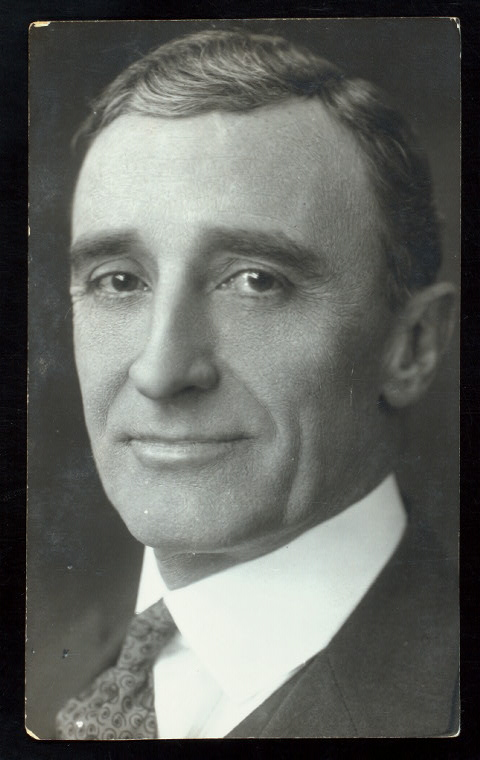
Brandon Hurst (frühe 1910er-Jahre)

Brandon Hurst (* 20. August 1866 in London, England; † 15. Juli 1947 in Hollywood, Kalifornien) war ein britischer Film- und Theaterschauspieler, der zwischen 1915 und 1947 an über 130 Filmen mitwirkte.

## Leben und Karriere
Brandon Hurst studierte zunächst Philologie, wandte sich allerdings bereits in den 1880er-Jahren der Bühne zu. Zwischen 1900 und 1922 war er in insgesamt rund 15 Produktionen am Broadway in New York City zu sehen. 1915 machte Hurst sein Filmdebüt in dem Drama Via Wireless. Fünf Jahre später folgte sein zweiter Streifen, der ihn als gefragten Darsteller in Hollywood etablierte: In Dr. Jekyll und Mr. Hyde spielte er an der Seite von John Barrymore die Rolle des Sir George Carewe.
Ein bekannter Filmhistoriker bezeichnete Hurst – der als Charakterdarsteller mit hageren Gesichtszügen und einem finsteren Blick beschrieben wurde – einmal als „einen der fünf feinsten Schurken der Stummfilmära“. Neben Lon Chaney spielte er die Rolle des Jehan in der Victor-Hugo-Verfilmung Der Glöckner von Notre Dame (1923), in Raoul Walshs Abenteuerfilm Der Dieb von Bagdad (1924) verkörperte er neben Douglas Fairbanks die Rolle des mächtigen Kalifen. Weitere denkwürdige Auftritte übernahm er als Greta Garbos unterkühlter Ehemann Karenin in der Tolstoi-Adaption Anna Karenina (1927) sowie als diabolischer Hofnarr in Paul Lenis Horrorfilm Der Mann, der lacht (1928) mit Conrad Veidt in der Hauptrolle.
Mit Einsetzen des Tonfilmes Ende der 1920er-Jahre blieb Hurst zwar ein vielbeschäftigter Schauspieler, doch seine Rollen waren meist kleiner Natur und fanden häufig nicht im Abspann Erwähnung. Oftmals verkörperte er nunmehr strenge oder griesgrämige Autoritätsfiguren. Einen seiner bemerkenswerteren Auftritte im Tonfilm hatte er 1932 in The White Zombie, der als wahrscheinlich erster Zombie-Spielfilm gilt. Ungewöhnlich freundlicher Natur war sein Auftritt als Butler im Shirley-Temple-Film Bright Eyes (1934). Brandon Hurst blieb bis zu seinem Tod 1947 im Alter von 80 Jahren schauspielerisch tätig. In seinem letzten Film Two Guys from Texas mit Dennis Morgan und Dorothy Malone, der erst im Jahr nach seinem Tod erschien, verkörperte er einen Richter. Der Schauspieler wurde im Valhalla Memorial Park Cemetery in Hollywood beigesetzt.

## Filmografie (Auswahl)
- 1915: Via Wireless
- 1920: Dr. Jekyll und Mr. Hyde (Dr. Jekyll and Mr. Hyde)
- 1923: The World’s Applause
- 1923: Der Glöckner von Notre Dame (The Hunchback of Notre Dame)
- 1924: Der Mann, der die Ohrfeigen bekam (He Who Gets Slapped)
- 1924: Der Senator und die Tänzerin (The Silent Watcher)
- 1924: Der Dieb von Bagdad (The Thief of Bagad)
- 1925: Die Lady vom Tingel-Tangel (The Lady)
- 1926: Die Farm auf dem Hügel (The Enchanted Hill)
- 1926: Hochzeitsglocken im Feuerregen (Volcano!)
- 1926: Die Großfürstin und ihr Kellner (The Grand Duchess and the Waiter)
- 1926: The Amateur Gentleman
- 1927: Anna Karenina (Love)
- 1927: Im siebenten Himmel (Seventh Heaven)
- 1927: König der Könige (The King of Kings)
- 1927: High School Hero
- 1927: Annie Laurie – Ein Heldenlied vom Hochland (Annie Laurie)
- 1928: News Parade
- 1928: Der Mann, der lacht (The Man Who Laughs)
- 1929: Millionen um ein Weib (The Wolf of Wall Street)
- 1931: Der Boss. Ein Rückflug um 1349 Jahre (A Connecticut Yankee), auch Ein Radiotraum
- 1932: The White Zombie
- 1932: Rasputin: Der Dämon Rußlands (Rasputin and the Empress)
- 1932: Scarface
- 1932: Sherlock Holmes
- 1933: Kavalkade (Cavalcade)
- 1932: Mord in der Rue Morgue (Murders in the Rue Morgue)
- 1934: Lachende Augen (Bright Eyes)
- 1934: Schrei der Gehetzten (Viva Villa!)
- 1934: Die Rothschilds (The House of Rothschilds)
- 1934: Die letzte Patrouille (The Last Patrol)
- 1935: Flucht aus Paris (A Tale of Two Cities)
- 1935: Wir sind vom schottischen Infanterie-Regiment (Bonnie Scotland)
- 1935: Annie Oakley
- 1936: Der Verrat des Surat Khan (The Charge of the Light Brigade)
- 1936: Maria von Schottland (Mary of Scotland)
- 1936: Flucht in die Liebe (The Moon's Our Home)
- 1936: Der Pflug und die Sterne (The Plough and the Stars)
- 1937: Rekrut Willie Winkie (Wee Willie Winkie)
- 1937: Maienzeit (Maytime)
- 1937: Stolen Holiday
- 1938: Suez (Suez)
- 1938: Vier Mann – Ein Schwur (Four Men and a Prayer)
- 1938: Wenn ich König wär (If I Were King)
- 1939: Stanley und Livingstone (Stanley and Livingstone)
- 1940: The Blue Bird
- 1940: The Howards of Virginia
- 1941: Arzt und Dämon (Dr. Jekyll and Mr. Hyde)
- 1942: The Pied Piper
- 1942: Der Weg nach Marokko (Road to Morocco)
- 1942: Frankenstein kehrt wieder (The Ghost of Frankenstein)
- 1942: Tennessee Johnson
- 1943: The Leopard Man
- 1943: Liebesleid (The Constant Nymph)
- 1943: Thank Your Lucky Stars
- 1943: Die Waise von Lowood (Jane Eyre)
- 1944: Das Gespenst von Canterville (The Canterville Ghost)
- 1944: Die Abenteuer Mark Twains (The Adventures of Mark Twain)
- 1944: Frankensteins Haus (House of Frankenstein)
- 1944: Tagebuch einer Frau (Mrs. Parkington)
- 1944: Das Korsarenschiff (The Princess and the Pirate)
- 1945: The Man in Half Moon Street
- 1945: Das grüne Korn (The Corn Is Green)
- 1945: Jagd im Nebel (Confidential Agent)
- 1945: Ein Mann der Tat (San Antonio)
- 1945: Die Seeteufel von Cartagena (The Spanish Main)
- 1946: Der Weg nach Utopia (Road to Utopia)
- 1946: Mit Pinsel und Degen (Monsieur Beaucaire)
- 1946: Das Vermächtnis (The Green Years)
- 1946: Schwester Kenny (Sister Kenny)
- 1947: Mit Gesang geht alles besser (Welcome Stranger)
- 1947: Detektiv mit kleinen Fehlern (My Favorite Brunette)
- 1947: Der Weg nach Rio (Road to Rio)
- 1948: Two Guys from Texas